# IC 4953
IC 4953 ist eine Galaxie vom Hubble-Typ S? im Sternbild Pfau am Südsternhimmel. Sie ist schätzungsweise 410 Millionen Lichtjahre von der Milchstraße entfernt und hat einen Durchmesser von etwa 70.000 Lichtjahren.
Im selben Himmelsareal befindet sich u. a. die Galaxie IC 4951.
Das Objekt wurde im September 1901 von DeLisle Stewart entdeckt.